# Strategie učení cizímu jazyku
Strategie učení cizímu jazyku jsou definovány jako: „postupy většího rozsahu, jimiž žák uskutečňuje svébytným způsobem určitý plán při řešení dané úlohy, chce něčeho dosáhnout a něčeho jiného se vyvarovat“. Strategie učení cizímu jazyku jsou nedílnou součástí učení se cizímu jazyku. Jejich osvojování a nácvik by měl učení se cizímu jazyku dělat jednodušší a efektivnější.

## Teorie
Obecná východiska předkládané problematiky jsou zasazena v kognitivní psychologii, v konstruktivistické teorii (konstruktivismus), na jejichž počátcích stál Jean Piaget. Konstruktivistická teorie v této souvislosti stojí v opozici např. k behaviorální teorii učení, která předpokládá pasivní přístup člověka k podnětům z okolí, uvažuje o nácviku bez ohledu na individuální vnitřní procesy jedince. Konstruktivismus lze považovat za teorii, která předpokládá, že jsou to právě kognitivní procesy, pomocí nichž jedinec aktivně organizuje získávané informace, a tak je zpracovává. Posun paradigmatu behavioristického ke konstruktivistickému zapříčinil změnu zaměření lingvodidaktiky. 

## Typologie strategií
V zahraniční se problematice strategií učení cizímu jazyku věnuje větší pozornost. Například Oxfordová (1990) charakterizuje strategie učení cizímu jazyku jako specifické techniky, chování nebo kroky, které jsou žákem cizího jazyka většinou vědomě používány za účelem obohacení vlastního učení se cizímu jazyku. Oxfordová rozděluje strategie učení cizímu jazyku na strategie přímé a nepřímé. Přímé strategie rozčleňuje na paměťové, kognitivní a kompenzační a nepřímé na metakognitivní, afektivní a sociální. Tato klasifikace může být pokládána za více komplexní než jiné, protože autorka do ní vkládá také strategie afektivní a sociální. Existují i další klasifikace strategií učení cizímu jazyku. Jiní autoři například upřednostňují klasifikaci strategií učení cizímu jazyku podle řečových dovedností a některých jazykových prostředků.

## Výzkum strategií
Termín strategie byl do oblasti psychologie zaveden v polovině 60. let Brunerem, Goodnowou a Austinem. Strategie byla chápána jako sekvence rozhodování v oblasti získávání a ukládání informací a disponování s nimi. Jakmile se tento termín začal používat také v oblasti lingvodidaktiky, začala být tato problematika více zkoumána a prohlubována. Například Oxfordová (1990) chápe strategie učení jako soubory činností, plánů, kroků využívaných učícími se k usnadnění získávání, zapamatování a vybavování informací a postupně vytváří typologii strategií učení se cizímu jazyku a věnuje se strategiím učení z pohledu jejich funkce v procesu učení.
Zpočátku byly výzkumy strategií učení ovlivněny rozvojem konstruktivistické teorie, a tak se více zaměřovaly na výpovědi úspěšných žáků.Výzkumníci vycházeli z předpokladu, že úspěšní žáci cizího jazyka se od ostatních neliší inteligencí, nýbrž používáním vhodných strategií učení. První výsledky výzkumů strategií učení cizímu jazyku poskytly v této době Rubinová a Wendenová, které také představují jednu z prvních definic strategií učení se cizímu jazyku. Ty byly tehdy chápány jako „soubory činností, kroků, plánů, rutinních postupů užívaných žáky k usnadnění, získávání, zapamatování, znovu vybavení a užití informací“.
Mnoho studií strategií učení se cizímu jazyku se zaměřuje na různé specifické oblasti, např. na strategie a emocionální složku, na výzkum strategií v oblasti čtení, strategie učení v návaznosti na výukové programy, nebo např. strategie a generové rozdíly.

## Faktory ovlivňující výběr strategie
Preference strategií učení cizímu jazyku jsou často ovlivněny mnoha faktory. Jedním ze základních faktorů determinujících používání strategií učení cizímu jazyku je styl učení. Ten je považován za hierarchicky vyšší. V návaznosti na styl učení a strategie učení a individuální rozdíly mezi žáky cizího jazyka je možné vždy uvažovat o individuálním řešení. Mareš uvádí následující možnosti vztahu mezi stylem učení a kognitivním stylem.
- vzájemný vliv obou (částečně se překrývají),
- styl učení překračuje rámec kognice,
- kognitivní styl může být považován za obecnější,
- styl učení a kognitivní styl jsou chápány synonymně.

Mareš tedy vymezuje styl učení z psychologického pohledu jako individuální a vnitřně jednotný způsob výběru jednotlivých postupů a prvků, který je vnějším pozorovatelem identifikovatelný jako svébytný.
Dalšími faktory ovlivňujícími jejich výběr je např. věk, pohlaví, osobnostní charakteristiky jedince, délka učení se cizímu jazyku, nebo pokročilost jazykové úrovně atd.